# عدد برنولی
| n  | کسری        | ده‌دهی        |
| -- | ----------- | ------------ |
| 0  | 1           | +1.000000000 |
| 1  | ±1/2        | ±0.500000000 |
| 2  | 1/6         | +0.166666666 |
| 3  | 0           | +0.000000000 |
| 4  | −1/30       | −0.033333333 |
| 5  | 0           | +0.000000000 |
| 6  | 1/42        | +0.023809523 |
| 7  | 0           | +0.000000000 |
| 8  | −1/30       | −0.033333333 |
| 9  | 0           | +0.000000000 |
| 10 | 5/66        | +0.075757575 |
| 11 | 0           | +0.000000000 |
| 12 | −691/2730   | −0.253113553 |
| 13 | 0           | +0.000000000 |
| 14 | 7/6         | +1.166666666 |
| 15 | 0           | +0.000000000 |
| 16 | −3617/510   | −7.092156862 |
| 17 | 0           | +0.000000000 |
| 18 | 43867/798   | +54.97117794 |
| 19 | 0           | +0.000000000 |
| 20 | −174611/330 | −529.1242424 |

اعداد برنولی با نماد Bn در ریاضیات، دنباله‌ای اند از عددهای گویا که در نظریه اعداد روی می‌دهد. مقدار ۲۰ عدد برنولی در جدول کناری آمده‌است.
به ازای هر n ناصفر زوج، اگر n بر ۴ بخش پذیر باشد Bn منفی و در غیر این صورت مثبت خواهد بود همچنین به ازای nهای فرد غیر از ۱، Bn صفر خواهد بود.
در فرمول زیر روش انتقال از عدد منفی به مثبت نشان داده شده‌است:
{\displaystyle B_{n}^{+{}}=(-1)^{n}B_{n}^{-{}}}
اعداد برنولی، مقدارهای خاصی از چندجمله‌ای برنولی، {\displaystyle B_{n}(x)} اند با فرض {\displaystyle B_{n}^{-{}}=B_{n}(0)} و {\displaystyle B_{n}^{+}=B_{n}(1)}.
از آنجایی که به ازای همهٔ اعداد فرد بزرگتر از ۱، Bn = ۰ است بسیاری از فرمول‌هایی که برای عددهای برنولی ارائه می‌شود در اصل برای اعداد زوج است و منظور از "Bn" همان B2n است.
اعداد برنولی در گسترش بسط تیلور توابع مثلثاتی و تانژانت توابع هذلولوی، در فرمول فالهابر برای جمع توان‌های نخستین اعداد صحیح مثبت ({\displaystyle \sum _{k=1}^{n}k^{p}=1^{p}+2^{p}+\cdots +n^{p}})، در فرمول اویلر-مکلورن و در جاهایی در تابع زتای ریمان دیده می‌شود.
عددهای برنولی توسط ریاضی‌دان سوئیسی یاکوب برنولی معرفی شدند و به نام او ثبت شدند اما یک ریاضی‌دان ژاپنی به نام سکی تاکاکازو نیز این اعداد را شناسایی کرده بود که پس از مرگش در ۱۷۱۲ مقاله اش منتشر شد؛ کار او کاتسویو سامپو نام داشت.
ایدا لاولیس در نوشته‌هایش پیرامون موتور تحلیلی از ۱۸۴۲ به توصیف الگوریتمی برای تولید اعداد برنولی توسط ماشین ببیج می‌پردازد.

## پیشینه

### کارهای نخست
گذشتهٔ اعداد برنولی ریشه در تاریخ محاسبهٔ مجموع توان‌های اعداد طبیعی دارد. روش‌های محاسبهٔ جمع n عدد طبیعی نخست ({\displaystyle \sum _{k=1}^{n}k=1+2+\cdots +n}) همچنین جمع توان دوها (مربعات) ({\displaystyle \sum _{k=1}^{n}k^{2}=1^{2}+2^{2}+\cdots +n^{2}}) و توان سه‌ها (مکعبات) n عدد طبیعی ({\displaystyle \sum _{k=1}^{n}k^{3}=1^{3}+2^{3}+\cdots +n^{3}}) قبلاً بدست آمده بود اما هیچ فرمول ریاضی مشخصی برای آنها گفته نشده بود و حل آنها تنها به صورت توضیحی و با واژه‌ها بیان شده بود، بدون فرمول ریاضی. از جمله ریاضی‌دانان نامی که به حل مجموع توان‌های اعداد طبیعی پرداختند می‌توان به فیثاغورس، ارشمیدس، آریابهاتا، ابوبکر کرجی و ابن هیثم اشاره کرد.
در سدهٔ شانزدهم و آغاز سدهٔ هفده‌ام میلادی ریاضی‌‌‌‌دانان پیشرفت شگرفی در این زمینه کردند. در غرب، توماس هریوت (۱۵۶۰ تا ۱۶۲۱) از انگلستان، یوهان فالهابر (۱۵۸۰ تا ۱۶۳۵) از آلمان و پیر دو فرما (۱۶۰۱ تا ۱۶۶۵) و همکار فرانسوی‌اش بلز پاسکال (۱۶۲۳ تا ۱۶۶۲) همگی نقش مهمی در این زمینه داشتند.
ظاهراً توماس هریوت نخستین کسی است که برای مجموع توان‌های اعداد طبیعی از نمادهای ریاضی استفاده کرده‌است اما او توانست تنها تا توان ۴ را محاسبه کند. یوهان فالهابر توانست برای مجموع توان‌های اعداد طبیعی تا توان ۱۷ فرمول‌هایی را بدست آورد که این بالاترین دستاورد تا آن زمان بود؛ اما او هم نتوانست فرمول کلی برای همهٔ توان‌ها بدست آورد.
بلز پاسکال در ۱۶۵۴، معادلهٔ پاسکال مربوط به مجموع pامین توان n عدد صحیح مثبت نخست را اثبات کرد به ازای p = 0, 1, 2, …, k.
ریاضی‌دان سوئیسی ژاکوب برنولی (۱۶۵۴ تا ۱۷۰۵) نخستین کسی بود که دریافت یک دنباله یکتا از اعداد می‌تواند به تنهایی فرمولی کلی برای مجموع توان‌های اعداد صحیح مثبت به ازای هر توانی را بدست دهد این دنباله ثابت‌های B0, B1, B2,… داشت. لذتی که برنولی از بدست آوردن الگویی برای ضرایب فرمولش در محاسبۀ مجموع توان cام اعداد طبیعی تجربه کرد در یادداشت‌هایش این گونه بیان شده است:
با کمک این میز (پشت همین میز) در کمتر از نیمی از یک چهارم ساعت توانستم مجموع توان دهم ۱۰۰۰ عدد طبیعی نخست را بدست آورم و به جواب ۹۱٬۴۰۹٬۹۲۴٬۲۴۱٬۴۲۴٬۲۴۳٬۴۲۴٬۲۴۱٬۹۲۴٬۲۴۲٬۵۰۰ برسم.
نتایج برنولی پس از مرگش در ۱۷۱۳ در کتابی با عنوان هنر گمان بردن (Ars Conjectandi) منتشر شد. سکی تاکاکازو نیز به صورت مستقل به اعداد برنولی دست پیدا کرد و نتایج کارش در ۱۷۱۲، پس از مرگش منتشر شد البته روش سکی به صورت فرمول ریاضی و دنباله‌ای با ثابت‌های مشخص بیان نشد.
فرمول برنولی تا امروز به عنوان کاربردی‌ترین و عمومی‌ترین روش در بدست آوردن مجموع توان‌ها دانسته می‌شود. ضریب‌های استفاده شده در فرمول برنولی امروزه با نام اعداد برنولی شناخته می‌شوند. این نامگذاری به پیشنهاد ابراهام دو مواور بود.
گاهی به فرمول برنولی، فرمول فالهابر نیز گفته می‌شود این نامگذاری به پاس تلاش‌هایی است که یوهان فالهابر انجام داد او راه‌های ارزشمندی برای محاسبهٔ مجموع توان‌ها ارائه کرد اما هرگز به یک فرمول کلی نرسید او هرگز گمان نمی‌کرد یک دنباله از اعداد بتواند بیانگر جواب مسئله باشد.
{\displaystyle \quad \sum n^{m}={\frac {1}{m+1}}\left(B_{0}n^{m+1}+{\binom {m+1}{1}}B_{1}^{+}n^{m}+{\binom {m+1}{2}}B_{2}n^{m-1}+\cdots +{\binom {m+1}{m}}B_{m}n\right)}
یا
{\displaystyle \quad \sum n^{m}={\frac {1}{m+1}}\left(B_{0}n^{m+1}-{\binom {m+1}{1}}B_{1}^{-{}}n^{m}+{\binom {m+1}{2}}B_{2}n^{m-1}-\cdots +(-1)^{m}{\binom {m+1}{m}}B_{m}n\right)}
برای همۀ مجموع توان‌ها، فالهابر هرگز این حقیقت به چشمش نیامد که تقریباً نیمی از ضرایب رابطۀ او صفر است.

### یادداشت‌های برنولی

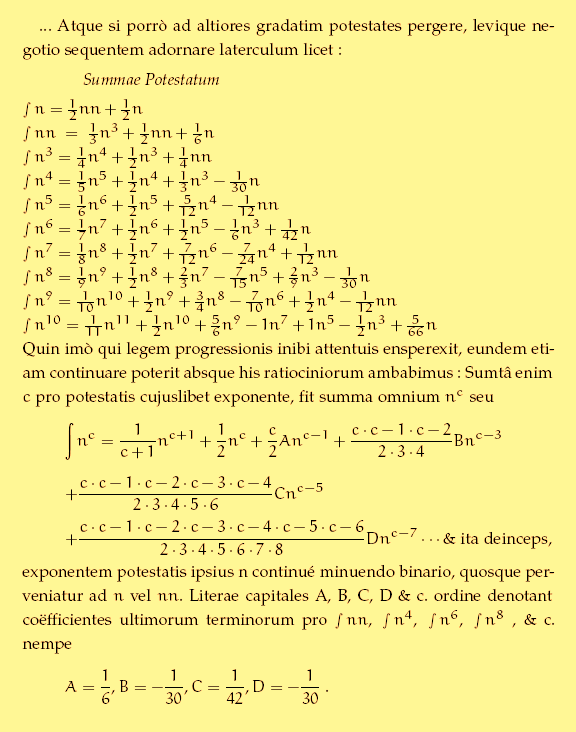
کتاب ژاکوب برنولی که پس از مرگش منتشر شد.